# Yeste (kommun)
Yeste är en kommun i Spanien.   Den ligger i provinsen Provincia de Albacete och regionen Kastilien-La Mancha, i den sydöstra delen av landet, 260 km sydost om huvudstaden Madrid. Antalet invånare är 3 157.